# تپه شهبازآباد
تپه شهبازآباد مربوط به دوره اشکانیان است و در شهرستان دلفان، بخش مرکزی، روستای شهباز آباد واقع شده و این اثر در تاریخ ۷ آذر ۱۳۸۳ با شمارهٔ ثبت ۱۱۲۲۹ به‌عنوان یکی از آثار ملی ایران به ثبت رسیده است.